# 小二子古墳

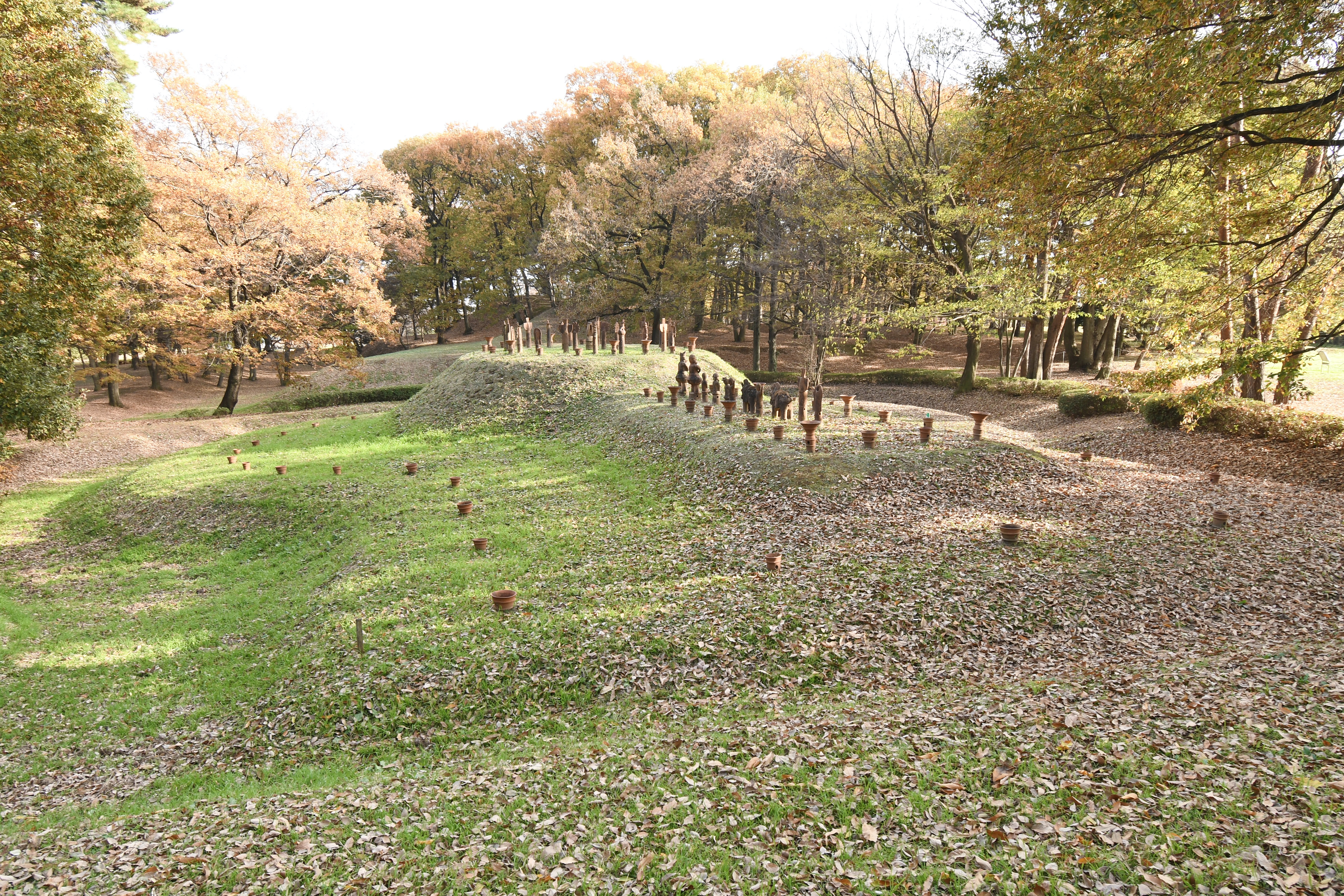
墳丘

小二子古墳（しょうふたごこふん）は、群馬県前橋市西大室町にある古墳。形状は前方後円墳。大室古墳群を構成する古墳の1つ。後二子古墳と合わせて国の史跡に指定されている（指定名称は「後二子古墳ならびに小古墳」）。

## 概要
| 古墳名     | 形状       | 規模       | 埋葬施設         | 築造時期  |
| ---------- | ---------- | ---------- | ---------------- | --------- |
| 前二子古墳 | 前方後円墳 | 墳丘長94m  | 両袖式横穴式石室 | 6世紀初頭 |
| 中二子古墳 | 前方後円墳 | 墳丘長111m | 横穴式石室?      | 6世紀前半 |
| 後二子古墳 | 前方後円墳 | 墳丘長85m  | 両袖式横穴式石室 | 6世紀後半 |
| 小二子古墳 | 前方後円墳 | 墳丘長38m  | 無袖式横穴式石室 | 6世紀後半 |

墳丘長38メートルの前方後円墳で、主軸を北東131°に向けている。墳丘は2段構築となっている。墳丘の一部は地山を削り出して造成され、葺石は施されていない。墳丘の周囲は盾型の堀が巡らされ、堀を入れた長さは44メートルに達する。テラス面には80～90本の円筒埴輪列、前方部頂には人物を中心とした形象埴輪列、後円部頂には器財を中心にした形象埴輪が配列されていた。
後二子古墳とほぼ同様の東西軸を持ち、つくられた時期も同じ頃で、後二子古墳と関わりの深い人物の墓と考えられる。
大室古墳群整備の際、小二子古墳は墳丘の残りがよくなかったため、築造時の状況を復元し展示する資料を得る目的で全面的な発掘調査が行われた。現在は調査結果を基に築造時のように墳丘に埴輪が樹立された状態に復元されている。

## 埋葬施設
半地下式の無袖型横穴式石室である。石室は明治時代に盗掘を受け、天井部分が破壊されていたが、全長6メートル、奥壁幅1.8メートル、高さ1.8メートルと復元されている。ガラス製小玉14、金銅製耳環3、直刀3、刀子1、鉄鏃10、弓金具9、須恵器1が出土した。石室前面からは6世紀後半の特徴を示す土師器坏8と須恵器提瓶1が出土している。石室両側からは焼土が検出され、墓前祭祀が行われたことをうかがわせる。

## 文化財

### 国の史跡
- 後二子古墳ならびに小古墳 - 1927年（昭和2年）4月8日指定[4]。